# Иванов, Фёдор Анисимович
Фёдор Ани́симович Ивано́в (1 ноября 1905, Каложицы, Санкт-Петербургская губерния — 25 июня 1981, Клопицы, Ленинградская область) — советский хозяйственный политический деятель, Герой Социалистического Труда (1957).

## Биография
Родился в 1905 году в деревне Каложицы (ныне — в Волосовском районе Ленинградской области). Член ВКП(б) с 1939 года.
С 1918 года работал пастухом, с 1927 — председатель Каложицкого поселкового молочного товарищества. С 1931 года — председатель колхоза «Возрождение», в 1934—1939 — председатель колхоза «Ленинский путь».
С 1939 года — директор Бегуницкой МТС, в послевоенные годы — директор Волосовской МТС. В 1949—1970 годы — председатель колхоза «Ленинский путь» (Волосовский район Ленинградской области).
Указом Президиума Верховного Совета СССР от 22 июня 1957 года присвоено звание Героя Социалистического Труда с вручением ордена Ленина и золотой медали «Серп и Молот».
Депутат (от Ленинградской области) Совета Союза Верховного Совета СССР 5-го созыва (1958—1962).
Умер в 1981 году.